# Nyctemera apicalis
Nyctemera apicalis är en fjärilsart som beskrevs av Walker 1854. Nyctemera apicalis ingår i släktet Nyctemera och familjen björnspinnare. Inga underarter finns listade i Catalogue of Life.